# エチオピア・エリトリア国境紛争
エチオピア・エリトリア国境紛争（エチオピア・エリトリアこっきょうふんそう）は、1998年5月6日から2000年6月18日までの間、アフリカのエチオピアとエリトリア間で行われた戦争である。
発端は国境紛争ではあるが、互いの首都を空爆しあうなど、規模は極めて大きく、民間人を含む犠牲者も多かった。20世紀において第二次世界大戦以降に勃発した国家間紛争のうち、死者数が10万人を超えるとされるのは、朝鮮戦争、インドシナ戦争、ベトナム戦争、イラン・イラク戦争と本紛争のみである。
両国とも経済規模が小さい貧国であり、身の丈に合わない戦争の継続が地域の破綻を招くとして、開戦以降、国際連合やアフリカ統一機構（OAU、現在のアフリカ連合）などが積極的に仲介に乗り出している。

## 背景
エリトリアは1961年から1991年までの30年間にわたり、エチオピアからの独立闘争を繰りひろげた。エチオピアの社会主義政権崩壊の結果、1993年にエリトリアは独立を達成し、両国の関係は正常化した。しかし、エリトリアの独自通貨発行や内陸国となったエチオピアによるエリトリア国内の港湾の使用料の交渉が難航したことなどで、両国の関係はふたたび険悪化（背景には、エリトリア側の独立による民族意識の高揚と、エチオピア側が影響力（通貨の流通や港湾の使用）の行使を維持させたい思惑があった）。また、国境沿いにある都市バドメ周辺の国境線は未確定のままであり、両国は違った見解をもっていた。当時、バドメ周辺に金鉱脈が発見され、その所有をめぐる紛争が原因というニュースも流れたが定かではない。

## 領土主張
エチオピアはバドメを含むガシュ・バルカ地方南部、セメナウィ・ケイバハリ地方とデブバウィ・ケイバハリ地方の一部を主張し、エリトリアはティグレ州とアファール州の一部を主張した。

## 経緯
1998年以前からバドメ付近はエチオピア軍によって占拠されていた。5月6日から7日にかけ、バドメにおいてエチオピア側の民兵が銃撃を行い、エリトリア兵8名を殺害する事件が発生した。エリトリア軍は5月12日からバドメを含む地域に攻撃をかけ、さらに東部に進撃したが、エチオピア側はこの地域に民兵と警察しか配置しておらず、撤退を余儀なくされた。5月13日にはエチオピア内閣と議会がエリトリア側の侵略を非難し、即時撤退を求める声明を行った、エリトリアはこれをエチオピアからの宣戦布告であると主張し、両国間の紛争は本格的なものとなった。エリトリア側は自国の攻撃がエチオピア側の攻撃に対する正当防衛であると主張していたが、この措置を国際連合安全保障理事会に報告していなかった。両国の外交関係は一応維持されており、一定の経済関係も存在していた。
正確な死傷者数は不明であるが、イギリスの外務・英連邦省は10万人としている。また、両国が国内に滞在する相手国民を追放したことから、多数の難民が発生した。

## 停戦合意
2000年6月18日、アフリカ統一機構の調停により、停戦合意が成立した。合意の内容は以下の通りである。
- 即時の停戦
- 停戦監視のための平和維持部隊の展開
- エチオピア軍は1998年5月6月以前の統治地域まで撤退
- エチオピア軍の撤退ラインからエリトリア側に25kmの暫定安全保障地帯を設置する。エリトリア軍は暫定地帯に立ち入ることはできない。

7月31日には 国際連合安全保障理事会が決議1312を採択し、PKO国際連合エチオピア・エリトリア派遣団(UNMEE)の設置を決定した。12月12日には両国間の包括的和平合意（アルジェ和平合意）が成立した。内容は以下の通りである。
- 両国は停戦合意を遵守し、敵対行動を取らない
- アフリカ統一機構事務総長の任命による「公平で公正な機関」が国境紛争について調査する
- 中立の国境確定委員会が国境線を決定する
- 両国の国家および国民が受けた損害を相手国に請求するための請求権委員会を設置する。

## 合意後の展開
2002年4月13日、 国境委員会により国境確定が行われた。しかしバドメがエリトリアに帰属するとされたため、エチオピアは異議を唱えた。このため2004年1月には国連安全保障理事会が、「国境紛争に改善が見られない」と懸念を表明している。11月にエチオピアは決定を原則として受け入れると発表した。しかし2005年には再び両国間は緊張し、12月にはエリトリアがUNMEEに参加している西洋諸国に撤退するよう要求した。しかしUNMEE参加国は大半がアフリカ諸国であったため、UNMEEの任務は継続された。

## エリトリア・エチオピア請求権委員会の裁定
2005年12月19日、請求委員会は両国の主張を審査した上で、次のような裁定を下した。
- 1998年5月6日から7日にかけての事件について両国の意見は異なるが、限定された小規模な紛争であることは明らかであり、国際連合憲章51条の「武力攻撃」にはあたらない。このためエリトリアの侵攻は合法的な自衛権として認定されず、その地域における戦時国際法違反についてはエリトリア側に責任がある。
- ただし、国境未確定地域における攻撃が事前に計画されたものであるというエチオピア側の主張は、証拠が存在しないため認定されない。
- 戦時国際法違反においてエリトリアが負う損害賠償の範囲は、この手続きの損害段階において決定される。

ただし請求委員会の委員はいずれも戦争のための法（jus ad bellum）の専門家ではなく、また国境未確定地域以外へのエリトリアの攻撃については評価を行っていない。

## 2007年以降の展開
2007年10月16日、エリトリア軍のタンカーが暫定安全保障地帯に侵入する事件が発生した。2007年7月からは損害段階における審理が開始されたが、両国の主張は平行線をたどった。2007年12月以降、エリトリアのUNMEEに対する妨害が顕著になり、物資の供給をサボタージュするようになった。7月には国連安全保障理事会が7月31日の任期切れとともにUNMEEを撤退させることを決議し、UNMEEは活動終了した。安保理はエリトリアが国連軍を強制移動させたことなどの妨害行為について言及している。
2008年6月10日-13日にはエリトリア軍がジブチに侵入し、ジブチ軍人2名が死亡する事件が発生した（ジブチ・エリトリア国境紛争）。
以降、両国国境間は両軍が対峙する緊張状態にある。2010年にはエリトリアが、エチオピア軍の越境攻撃が行われたと主張し、エチオピア側がこれを否定するという事件が起きた（エチオピア・エリトリア国境事件 (2010年)）。内陸国化しているエチオピアは、エリトリアの港湾の使用を事実上断念し、同じく隣国であるジブチの港湾を使用している。
2018年4月2日、新たに就任したエチオピア首相アビィ・アハメドが、エリトリアとの関係改善に向けた対話路線を表明。さらに6月18日、アビーが人民代表議会において、アルジェ和平合意、及び国境委員会裁定の受諾と履行を言及した。
7月9日、エリトリアの首都アスマラにおいて、アビィとエリトリア大統領イサイアス・アフェウェルキが首脳会談を行い、長年にわたる戦争状態を終結することで合意。戦争状態の終焉や経済・外交関係の再開、国境に係る決定の履行を内容とする共同宣言に署名した。アビィはこの功績により2019年ノーベル平和賞を贈られることが決まった。
エチオピアは2018年以降政府とティグレ人民解放戦線の間で内戦が発生しており（エチオピア内戦 (2018年-)）、エリトリアは政府軍側に協力し、ティグレ州への侵攻や占領に参加している（ティグレ紛争）。